# 㝬簋
㝬簋，又称厉王簋、胡簋、厉王胡簋，西周晚期青铜器，国家一级文物，1978年5月出土于陕西省扶风县。该器器形属双耳方座簋，腹内底有铭文12行124字。根据铭文可知，该簋为周厉王的自作器，制作于厉王十二年。该簋被中国国家文物局收录到了2013年8月19日发布的《第三批禁止出境展览文物目录》中，属于禁止出境展览文物。该簋曾藏于扶风县博物馆、周原博物馆，现收藏于宝鸡青铜器博物院。

## 外形纹饰
㝬簋通高59厘米，口径43厘米，腹深23厘米，最大腹围136厘米，重60公斤。截至2016年，㝬簋仍是已知最大的商周时期青铜簋，有“簋王”之称。簋本来是用来承放熟食的食器，而体型硕大的㝬簋应当是祭祀祖先用的礼器。
㝬簋口沿向外伸展，颈部收束，腹部鼓起，圈足下方附有一个方座。双耳呈獠牙兽首形，兽首高耸于器口，耳下有珥（環狀飾品）。口沿与圈足饰有窃曲纹，腹部与方座饰有直棱纹，方座顶面四角饰兽面纹。

## 铭文
㝬簋内底有铭文12行共计124个字，是周厉王为祭祀先王而自作的一篇祝词。大意为：我昼夜尽心经营先王事业，以配皇天，我任用义土献民，祀先王宗室。作此簋以祀上天，愿上天保佑周室、王位和我自身。赐降多福、长寿和智慧。

## 出土
1978年5月，㝬簋出土于陕西省扶风县法门公社齐村（今陕西省宝鸡市扶风县法门镇齐村）。当时正在进行夜间挖水塘施工，推土机从地下将㝬簋推了出来，司机发现它时，已经被推土机撞破。由于此前宝鸡就曾多次发现国宝级青铜器，在场村民轻易地就认出这是青铜器碎片，于是捡走了一部分。当地文物部门拼接修复器形时，发现缺失部分过多，从村民手中回购了被捡走的30余片才最终比对焊接成型。